# بنیاد علمی و فرهنگی بوعلی سینا
بنیاد علمی و فرهنگی بوعلی‌سینا با مصوبه نشست ۵۵۴ شورای عالی انقلاب فرهنگی، برای شناخت و معرفی شخصیت و آثار ابن‌سینا، نابغه و فیلسوف و پزشک بزرگ ایرانی و تکریم و بزرگداشت وی در سال ۱۳۸۳ تشکیل شده‌است. این بنیاد که مؤسسه‌ای غیردولتی و غیرانتفاعی است مرکزش در شهر همدان است.
هم اکنون ریاست این بنیاد، بر عهده انشاالله رحمتی است.

## اهداف
شناخت و بزرگداشت مقام و شخصیت علمی و فرهنگی ابوعلی‌سینا، معرفی آثار، رساله‌ها و کتابهای ایشان و معرفی و بزرگداشت عالمان و متفکران عرصه فرهنگ و تمدن اسلام و ایران، اهداف این بنیاد هستند.

## وظایف
این بنیاد برای پیشبرد هدف‌های علمی، پژوهشی و فرهنگی خود از مشارکت مراکز دولتی و غیردولتی، اشخاص حقیقی و حقوقی داخلی و خارجی و دریافت هدایای نقدی و غیرنقدی بهره‌مند می‌شود.
تدوین و نشر کتب مرجع، دانشنامه‌ها، فیلم، لوح فشرده، حمایت از پژوهش‌های سینوی از جمله کتاب، مقاله، پایان‌نامه و اعطای راتبه تحصیلی (بورس)، جوایز تشویقی مقطعی یا سالانه به آثار برگزیده در این زمینه و فعالیت‌های مهم و پیشرفته علمی و فرهنگی، تأسیس گنجینه بوعلی‌سیناشناسی و گردآوری مجموعه‌های داخلی و خارجی مرتبط، تأسیس کتابخانه تخصصی و مرکز اسناد، همکاری با مؤسسات ابن‌سیناپژوهی داخلی و خارجی، برگزاری همایش، نمایشگاه، مسابقات، گردش‌های علمی و مرتبط، تشکیل مؤسسات آموزش عالی و شرکت‌های خدمات تخصصی، مطالعاتی و مشاوره‌ای و نظارت بر حسن اداره مجموعه آرامگاه بوعلی‌سینا از جمله وظایف این بنیاد به‌شمار می‌رود.

## ارکان و تشکیلات
ارکان و تشکیلات این بنیاد، شامل هیئت امنا و رئیس بنیاد هستند.
اعضای هیئت امنای این بنیاد، وزیر فرهنگ و ارشاد اسلامی (رئیس هیئت امنا)، رئیس فرهنگستان علوم جمهوری اسلامی ایران، رئیس فرهنگستان علوم پزشکی جمهوری اسلامی ایران، رئیس سازمان فرهنگ و ارتباطات اسلامی، رئیس بنیاد ایران‌شناسی، رئیس انجمن آثار و مفاخر فرهنگی، استاندار همدان، نماینده جمهوری اسلامی ایران در سازمان علمی، فرهنگی ملل متحد (یونسکو)، رئیس سازمان میراث فرهنگی، صنایع دستی و گردشگری و رئیس بنیاد (دبیر هیئت امنا) می‌باشند.

### رؤسای بنیاد
رئیس بنیاد برای ۴ سال با رأی هیئت امنا انتخاب می‌شود و انتخاب دوباره آن بلامانع است.
از بدو تأسیس تاکنون ۲ نفر ریاست این بنیاد را بر عهده داشته‌اند.
دکتر یوسف شاه‌حسینی از سال ۱۳۸۵ تا ۱۳۹۰  و آیت‌الله غیاث‌الدین طه‌محمدی از سال ۱۳۹۰ تا ۱۳۹۴  ریاست این بنیاد را بر عهده داشته‌اند. دور دوم ریاست آیت‌الله غیاث‌الدین طه‌محمد بر این بنیاد از تاریخ فروردین ۱۳۹۵ به مدت ۴ سال شروع شده‌است.